# 広島市立五日市南中学校
広島市立五日市南中学校（ひろしましりついつかいちみなみちゅうがっこう）は、広島県広島市佐伯区海老園四丁目にある公立中学校。

## 沿革
- 1977年（昭和52年）4月1日 - 五日市町五日市中学校より分離され、五日市町立五日市南中学校設立。
- 1985年（昭和60年）3月20日 - 広島市との合併により、広島市立五日市南中学校と改称。

## 校区
- 広島市立五日市南小学校の校区 
  - 藤垂園、吉見園、旭園、海老山町、海老園一丁目～海老園四丁目、海老山南一丁目、海老山南二丁目、五日市港二丁目、五日市港三丁目[2]
- 広島市立楽々園小学校の校区
  - 楽々園一丁目～楽々園六丁目、隅の浜一丁目～隅の浜三丁目、美の里一丁目、美の里二丁目、五日市港四丁目

## 部活動

### 運動部
- 野球部[3]
- サッカー部(男子)
- 陸上部(男女共同)
- ソフトテニス部(男女)
- バスケットボール部(男女)
- バドミントン部(男女)
- バレーボール部(女子)
- 剣道部(男女)
- 卓球部(男女)

### 文化部
- 吹奏楽部
- 美術部
- ホームメイキング部
- 放送部
- 囲碁・将棋部

## アクセス
- JR山陽本線 五日市駅下車
- 広島電鉄宮島線 楽々園駅下車
- 広島電鉄宮島線 佐伯区役所前駅下車

## 著名な出身者
- 小山健二（元サッカー選手）
- エドツワキ（画家・イラストレーター）
- 湯﨑 英彦　(現・広島県知事)